# Chiesa di San Timoteo (Benetutti)
La chiesa di San Timoteo è un edificio religioso situato a Benetutti, centro abitato della Sardegna centrale. Consacrata al culto cattolico, fa parte della parrocchia di Sant'Elena, diocesi di Ozieri. Col santo titolare si venera anche san Giovanni Battista che si festeggia il 24 giugno. All'interno della chiesa si trova una statua di san Pietro e la campana dell'antica chiesa di San Michele, ormai scomparsa.